# Championnat de Tunisie masculin de handball 1989-1990
Navigation
Saison précédente Saison suivante
La saison 1989-1990 du championnat de Tunisie masculin de handball est la 35e édition de la compétition.
La formule du championnat est à nouveau modifiée, avec une première phase en aller et retour pour deux poules de huit clubs chacune, à l'issue de laquelle les quatre premiers de chaque poule sont appelés à disputer le play-off et les autres orientés vers le play-out, avec la rétrogradation des deux derniers.
La première phase consacre le Club africain en poule A, avec quatorze victoires en quatorze matchs et huit points d'avance sur l'Espérance sportive de Tunis, alors que l'Association sportive d'Hammamet est leader devant El Makarem de Mahdia en poule B. L'Étoile sportive du Sahel qui termine troisième se métamorphose au play-off et termine à égalité avec le Club africain, pourtant invaincu en championnat tout au long de la saison et qui n'arrive à conserver son titre que grâce à une victoire difficile en match d'appui. En finale de la coupe de Tunisie, El Makarem de Mahdia remporte son premier titre aux dépens de l'Espérance sportive de Tunis (22-21).
Au play-out, El Baath sportif de Béni Khiar et l'Espoir sportif de Hammam Sousse sont relégués.

## Clubs participants
| - Espérance sportive de Tunis - Club africain - Club sportif de Hammam Lif - Sporting Club de Moknine - Association sportive d'Hammamet - Stade tunisien - Étoile sportive du Sahel - El Menzah Sport | - Union sportive monastirienne - Club sportif sfaxien - El Makarem de Mahdia - El Baath sportif de Béni Khiar - Club sportif des cheminots - Club sportif hilalien - Club athlétique bizertin - Espoir sportif de Hammam Sousse |

## Compétition
Le barème de points servant à établir le classement se décompose ainsi :
- Victoire : 3 points
- Match nul : 2 points
- Défaite : 1 point
- Forfait et match perdu par pénalité : 0 point

### Classement première phase
- Poule A :

| Classement | Équipe                         | Points | Matchs | Victoires | Nuls | Défaites |
| ---------- | ------------------------------ | ------ | ------ | --------- | ---- | -------- |
| 1          | Club africain (T)              | 42     | 14     | 14        | 0    | 0        |
| 2          | Espérance sportive de Tunis    | 34     | 14     | 9         | 2    | 3        |
| 3          | Club sportif de Hammam Lif     | 29     | 14     | 7         | 1    | 6        |
| 4          | Club sportif des cheminots     | 27     | 14     | 6         | 1    | 7        |
| 5          | Stade tunisien                 | 26     | 14     | 5         | 2    | 7        |
| 5          | El Baath sportif de Béni Khiar | 26     | 14     | 5         | 2    | 7        |
| 7          | El Menzah Sport                | 22     | 14     | 4         | 0    | 10       |
| 8          | Club athlétique bizertin (P)   | 18     | 14     | 1         | 2    | 11       |

- Poule B :

| Classement | Équipe                              | Points | Matchs | Victoires | Nuls | Défaites |
| ---------- | ----------------------------------- | ------ | ------ | --------- | ---- | -------- |
| 1          | Association sportive d'Hammamet     | 36     | 14     | 11        | 0    | 3        |
| 2          | El Makarem de Mahdia                | 35     | 14     | 10        | 1    | 3        |
| 3          | Étoile sportive du Sahel            | 32     | 14     | 9         | 0    | 5        |
| 4          | Sporting Club de Moknine            | 31     | 14     | 8         | 1    | 5        |
| 5          | Club sportif sfaxien                | 25     | 14     | 5         | 1    | 8        |
| 5          | Club sportif hilalien               | 25     | 14     | 5         | 1    | 8        |
| 7          | Espoir sportif de Hammam Sousse (P) | 21     | 14     | 2         | 3    | 9        |
| 7          | Union sportive monastirienne        | 19     | 14     | 2         | 1    | 11       |

### Classement final
- Play-off :